# San Francisco Grand Prix
El San Francisco Grand Prix va ser una cursa ciclista d'un dia que se celebrà cinc vegades entre el 2001 i el 2005. L'any 2006 la cursa fou cancel·lada. Es disputava als carrers de San Francisco, i passava pels cèlebres carrers amb pendents duríssimes de la ciutat estatunidenca.

## Llistat de guanyadors
| Edició | Guanyador       | Equip Guanyador | Segon          | Tercer             |
| ------ | --------------- | --------------- | -------------- | ------------------ |
| 2001   | George Hincapie | US Postal       | Michael Barry  | Trent Klasna       |
| 2002   | Charles Dionne  | 7Up-Nutra Fig   | Henk Vogels    | Massimo Giunti     |
| 2003   | Chris Horner    | Saturn          | Mark McCormack | Viatxeslav Iekímov |
| 2004   | Charles Dionne  | Webcor          | Fred Rodríguez | George Hincapie    |
| 2005   | Fabian Wegmann  | Gerolsteiner    | John Lieswyn   | Jason McCartney    |